# Седлово (Назаровское сельское поселение)
Седло́во — деревня Шашковского сельского округа в Назаровском сельском поселении Рыбинского района Ярославской области .
Деревня расположена на левом берегу реки Колокши, последняя деревня по левому берегу, удалена от устья на расстояние около 1 км. Берега Колокши на этом участке очень крутые и деревня находится не на склоне, а на плоской вершине, будучи удалена от реки. Напротив Седлова, через Колокшу находится деревня Дёмино. К обеим деревням с юга примыкает лыжный стадион, а его трассы проходят мимо деревни. Примерно на расстоянии 1 км на юго-восток от Седлова на берегу Волги деревня Василево .
Деревня Седлова указана на плане Генерального межевания Романовского уезда 1790 года. Деревня была самым западным населённым пунктом уезда, граница которого с Рыбинским уездом проходила здесь по реке Колокше. После объединения уездов в 1822 году Седлово относилось к Романово-Борисоглебскому уезду .
На 1 января 2007 года в деревне не числилось постоянных жителей . По почтовым данным в деревне 10 домов. Деревню обслуживает почтовое отделение Ераково, расположенное примерно в 2 км на северо-восток, на  дороге Рыбинск—Тутаев (по левому берегу Волги).